# 愛に揺れる想い
『愛に揺れる想い』（原題：Have You Seen Me Lately）は、アメリカ合衆国のシンガーソングライター、カーリー・サイモンが1990年に発表した15作目のスタジオ・アルバム。

## 解説
前作『マイ・ロマンス』（1990年3月発売）は自身2作目のスタンダード・ナンバー集で、オリジナル曲による新作スタジオ・アルバムとしては約3年半ぶりの作品に当たる。
本作はアメリカの総合アルバム・チャートBillboard 200で60位に達し、シングル「愛に焦がれて」は『ビルボード』のアダルト・コンテンポラリー・チャートで4位を記録した。William Ruhlmannはオールミュージックにおいて5点満点中3点を付け「シングル曲"Better Not Tell Her"や、ジュディ・コリンズとデュエットした"Fisherman's Song"は幾分の安心感をもたらしてくれる。しかし、サイモンの曲における自分の人生の描写は、以前よりも深みがなくなってきたと思わざるを得ない」と評している。

## 収録曲
特記なき楽曲はカーリー・サイモン作。
1. 愛に焦がれて - "Better Not Tell Her" - 5:22
2. つれづれなる心 - "Didn't I?" - 2:51
3. 愛に揺れる想い - "Have You Seen Me Lately?" - 4:16
4. ライフ・イズ・エターナル - "Life Is Eternal" (Carly Simon, Teese Gohl) - 5:25
5. 愛のゲート - "Waiting at the Gate" (C. Simon, Jacob Brackman) - 6:17
6. ハッピー・バースデイ - "Happy Birthday" - 4:53
7. 貴方の腕の中で - "Holding Me Tonight" - 4:17
8. 遠い想い - "It's Not Like Him" (C. Simon, J. Brackman) - 4:31
9. 素顔にもどって - "Don't Wrap It Up" - 4:19
10. フィッシャーマンズ・ソング - "Fisherman's Song" - 3:54
11. 愛にたどりついて - "We Just Got Here" - 4:20

## 参加ミュージシャン
- カーリー・サイモン - ボーカル、ギター、キーボード
- ティース・ゴール - キーボード、ストリングス・アレンジ、ストリングス指揮
- ジミー・ライアン - アコースティック・ギター、アコースティック・ベース・ギター、バッキング・ボーカル
- ジェイ・バーリナー（英語版） - スパニッシュ・ギター・ソロ(on #1)
- ジョン・マッカリー - エレクトリック・ギター(on #3, #7)
- ダーク・ジフ - アコースティック・ギター(on #7)
- ウィル・リー - アディショナル・ボーカル(on #4)、ベース、バッキング・ボーカル
- ブルース・サミュエルズ - アコースティック・ベース・ギター(on #11)
- スティーヴ・ガッド - ドラムス
- ジミー・ブラロウアー - ドラム・プログラミング
- ナナ・ヴァスコンセロス - パーカッション(on #4, #6)
- マイケル・ブレッカー - AKAI EWI(on #3, #8)
- マーヴィン・スタム（英語版） - トランペット(on #7)
- ジュディ・コリンズ - アディショナル・ボーカル(on #10)
- ルーシー・サイモン - アディショナル・ボーカル(#10)、バッキング・ボーカル
- ラニ・グローヴス、ポール・サミュエル＝スミス - バッキング・ボーカル
- ベン・テイラー、サリー・テイラー- アディショナル・バッキング・ボーカル(on #4, #6)
- ジュリー・レヴィン - アディショナル・バッキング・ボーカル(on #4)